# Vòi voi Polynesia
Vòi voi Polynesia, hay vòi voi Thái Bình Dương hoặc Hinahina kū kahakai trong tiếng Hawaii, tên khoa học Heliotropium anomalum, là loài thực vật có hoa trong họ Mồ hôi. Loài này được Hook. & Arn. miêu tả khoa học đầu tiên năm 1832. Chúng được tìm thấy ở Hawaii, Guam, đảo Christmas, Saipan, Tinian, đảo Wake và Nouvelle-Calédonie.